# Стайвесант (Нью-Йорк)
Стайвесант (англ. Stuyvesant) — місто (англ. town) в США, в окрузі Колумбія штату Нью-Йорк. Населення — 1931 особа (2020).

## Демографія
Згідно з переписом 2010 року, у місті мешкало 2027 осіб у 792 домогосподарствах у складі 575 родин. Було 917 помешкань
Расовий склад населення:
| - 95,8 % — білих - 0,9 % — чорних або афроамериканців - 0,4 % — азіатів - 0,2 % — корінних американців - 1,1 % — осіб інших рас |

До двох чи більше рас належало 1,5 %. Частка іспаномовних становила 3,1 % від усіх жителів.
За віковим діапазоном населення розподілялося таким чином: 24,5 % — особи молодші 18 років, 60,1 % — особи у віці 18—64 років, 15,4 % — особи у віці 65 років та старші. Медіана віку мешканця становила 42,2 року. На 100 осіб жіночої статі у місті припадало 101,1 чоловіків;  на 100 жінок у віці від 18 років та старших — 98,4 чоловіків також старших 18 років.
Середній дохід на одне домашнє господарство  становив 82 317 доларів США (медіана — 74 659), а середній дохід на одну сім'ю — 85 943 долари (медіана — 74 130). Медіана доходів становила 57 098 доларів для чоловіків та 46 217 доларів для жінок. За межею бідності перебувало 17,1 % осіб, у тому числі 23,7 % дітей у віці до 18 років та 8,6 % осіб у віці 65 років та старших.
Цивільне працевлаштоване населення становило 1213 осіб. Основні галузі зайнятості: освіта, охорона здоров'я та соціальна допомога — 35,6 %, роздрібна торгівля — 11,3 %, науковці, спеціалісти, менеджери — 8,8 %, будівництво — 7,9 %.